# Байдюк, Степан Саввич
Степа́н Са́ввич Байдю́к (род. 28 ноября 1940 или 28 ноября 1941, Каменец-Подольская область) — советский легкоатлет, специалист по бегу на длинные дистанции и кроссу. Выступал на всесоюзном уровне в середине 1960-х годов, призёр чемпионатов СССР по кроссу и бегу на 10 000 метров, участник летних Олимпийских игр в Токио. Представлял Одессу, Киев и Советскую Армию.

## Биография
Степан Байдюк родился 28 ноября 1940 года в Каменец-Подольской области Украинской ССР.
Занимался лёгкой атлетикой в Одессе и Киеве, проходил подготовку под руководством двукратного олимпийского чемпиона В. П. Куца. Выступал за Вооружённые силы.
Наивысшего успеха на международном уровне добился в сезоне 1964 года, когда вошёл в основной состав советской сборной и благодаря череде удачных выступлений удостоился права защищать честь страны на летних Олимпийских играх в Токио. В программе бега на 5000 метров благополучно преодолел предварительный квалификационный этап, тогда как в решающем финальном забеге с результатом 14:11,2 закрыл десятку сильнейших.
После токийской Олимпиады Байдюк ещё в течение некоторого времени оставался действующим спортсменом и продолжал принимать участие в крупнейших всесоюзных соревнованиях. Так, в 1965 году он выиграл серебряные медали в дисциплине 14 км на чемпионате СССР по кроссу в Ужгороде и в дисциплине 10 000 метров на чемпионате СССР в Алма-Ате.
В 1966 году взял бронзу в забеге на 14 км на кроссовом чемпионате СССР в Ессентуках, был третьим в беге на 10 000 метров на чемпионате СССР в Днепропетровске.
В июне 1969 года на соревнованиях в Москве установил свой личный рекорд в беге на 10 000 метров — 28:13.8.